# 雷神隊
雷神隊（らいじんたい）は戊辰戦争の際に桑名藩抗戦派が組織した部隊の一つ。

## 編成迄の経過
鳥羽・伏見の戦いで桑名藩は旧幕府軍の主力として戦い敗北。この結果、藩領が占領され、恭順派が大勢を占める。隠居させられた藩主・松平定敬は越後柏崎（現 新潟県柏崎市）に脱出する。
一方、恭順に不満を抱いた抗戦派は大鳥圭介率いる旧幕府脱走軍に合流、宇都宮城攻略戦に参加し一時は落城させる。奪回された後も北関東を転戦していたが、藩主健在の報を受けて柏崎に向かう事になる。

## 編成経緯
柏崎に集結した桑名藩交戦派（以下桑名軍）は北越がきな臭くなるや、部隊を以下の様に編成する。
- 雷神隊 立見鑑三郎（立見尚文） 75名
- 致人隊 松浦秀八   65名
- 神風隊 町田老之丞 57名
- 大砲隊 梶川弥左衛門 47名

事実上の主将はわずか24歳の鑑三郎（会津藩家老・山川浩が同年齢）。因みに町田老之丞は鑑三郎の実兄。総兵力350名程。正面切っての戦闘は困難な為、機動戦と遊撃戦が基本方針となっていく。

## 北越戦争
鯨波戦争が始まると新政府軍は海道と山道の分進策を採った。4月27日、鑑三郎率いる雷神隊は海道から進撃する新政府軍と交戦、地の利を得て薩長の突破を許さなかった。夕刻となったことで同盟軍は番神堂に退き、新政府軍も一旦は東の輪まで進んだが兵の疲労が大きく、鯨波まで後退した。28日には、新政府軍の別働隊により山道の会津軍が撃破されたため、桑名軍も撤退した。
北越戦争では5月10日、長岡・会津・桑名藩が朝日山と榎峠を奪取した。新政府軍は榎峠を奪回するため朝日山の確保を目指し、13日、前線を離れていた山縣有朋の代わりに時山直八が新政府軍を率いて会津軍を攻撃する。しかし、鑑三郎率いる桑名軍の猛射を浴びたことで時山は戦死した。その後は両軍ともに攻め手を欠き、砲撃戦に終始した。
それからも雷神隊は攻防を続けたが戦局は不利になる一方であり、新潟港が制圧され、長岡城も陥落したことで、佐川官兵衛と共に会津に退却する。

## 解隊
会津退却後は会津から寒河江に転戦。最終的には庄内藩と共に降伏、武装解除により解隊。時に明治元年（1868年）9月27日。
鑑三郎は赦免後、尚文に改名、司法省官僚を経て大日本帝国陸軍に入り、陸軍大将まで上り詰める事になる。